# La monja 2
La monja 2 (títol original en anglès, The Nun II) és una pel·lícula de terror sobrenatural estatunidenca del 2023 dirigida per Michael Chaves, amb un guió escrit per Ian Goldberg, Richard Naing i Akela Cooper a partir d'una història de la mateixa Cooper. Com a seqüela de The Nun (2018) i la vuitena entrega de la franquícia de l'univers de L'expedient Warren, la pel·lícula és protagonitzada per Taissa Farmiga, Jonas Bloquet i Bonnie Aarons, que repeteixen de la primera pel·lícula, amb Storm Reid i Anna Popplewell unint-se al repartiment. Peter Safran i James Wan tornen com a productors. Ha estat doblada i subtitulada al català.
El 2017, Wan va parlar de la possibilitat d'una seqüela de The Nun i el 2019, Safran va revelar que la pel·lícula estava en desenvolupament inicial. Cooper va ser contractada inicialment com a guionista única, abans que Goldberg i Naing contribuïssin com a guionistes al guió final. Chaves, que anteriorment havia dirigit The Conjuring: The Devil Made Me Do It (2021) i The Curse of La Llorona (2019), va ser anunciat com a director. El rodatge principal va començar l'octubre de 2022 a França.
La monja 2 es va estrenar als Estats Units a càrrec de Warner Bros. Pictures el 8 de setembre de 2023. La pel·lícula va ser un èxit comercial, va recaptar 269 milions de dòlars a tot el món i va rebre crítiques en diversos sentits.
El 17 d'abril del 2024 es va anunciar el doblatge en català de la pel·lícula per a la plataforma Max.